# Термоерозія
Термоеро́зія — поєднання теплової і механічної дії води на мерзлі гірські породи і лід.
Термоерозія – процес розмиву водотоками поверхні, яка складена льодом або багатолітньомерзлими гірськими породами, при якому поряд з механічними і хімічними впливами потоку води відбувається танення льоду.
Початкова стадія термоерозії мерзлих гірських порід зазвичай зумовлюється розтаванням крижаних жил, що містяться в них, унаслідок чого на денній поверхні виникає полігональна мережа ерозійних канав. Ці канави за наявності природного ухилу поверхні стають шляхами стоку талих вод і дощових опадів, що у свою чергу надають подальшу теплову дію, що еродує, на мерзлі породи.